# Emil Rittmeyer

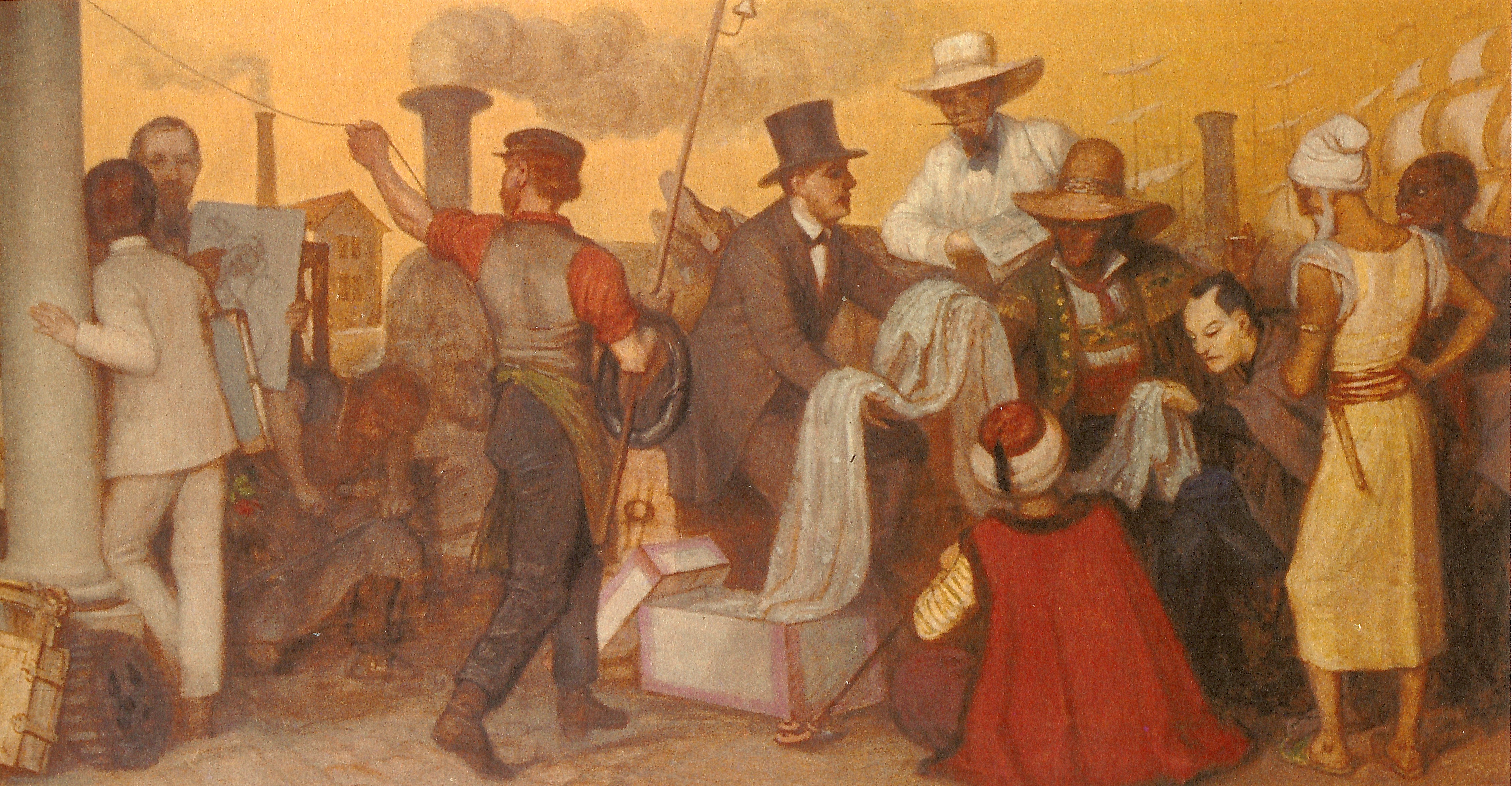
Handel und Industrie in St. Gallen, Öl auf Leinwand, 1881. Das Bild zeigt den Stickereiwelthandel am Ende des 19. Jahrhunderts. Links an der Säule stehen die Designer der Stickmuster, daneben Fabrikkamine und eine Lokomotive. Der Telegraphenbauer in der Mitte weist auf die älteste Schweizer Telegraphenleitung von St. Gallen nach Zürich hin (1852). Auf der rechten Seite wird den Vertretern aller Erdteile vom Exporteur die Stickerei präsentiert.

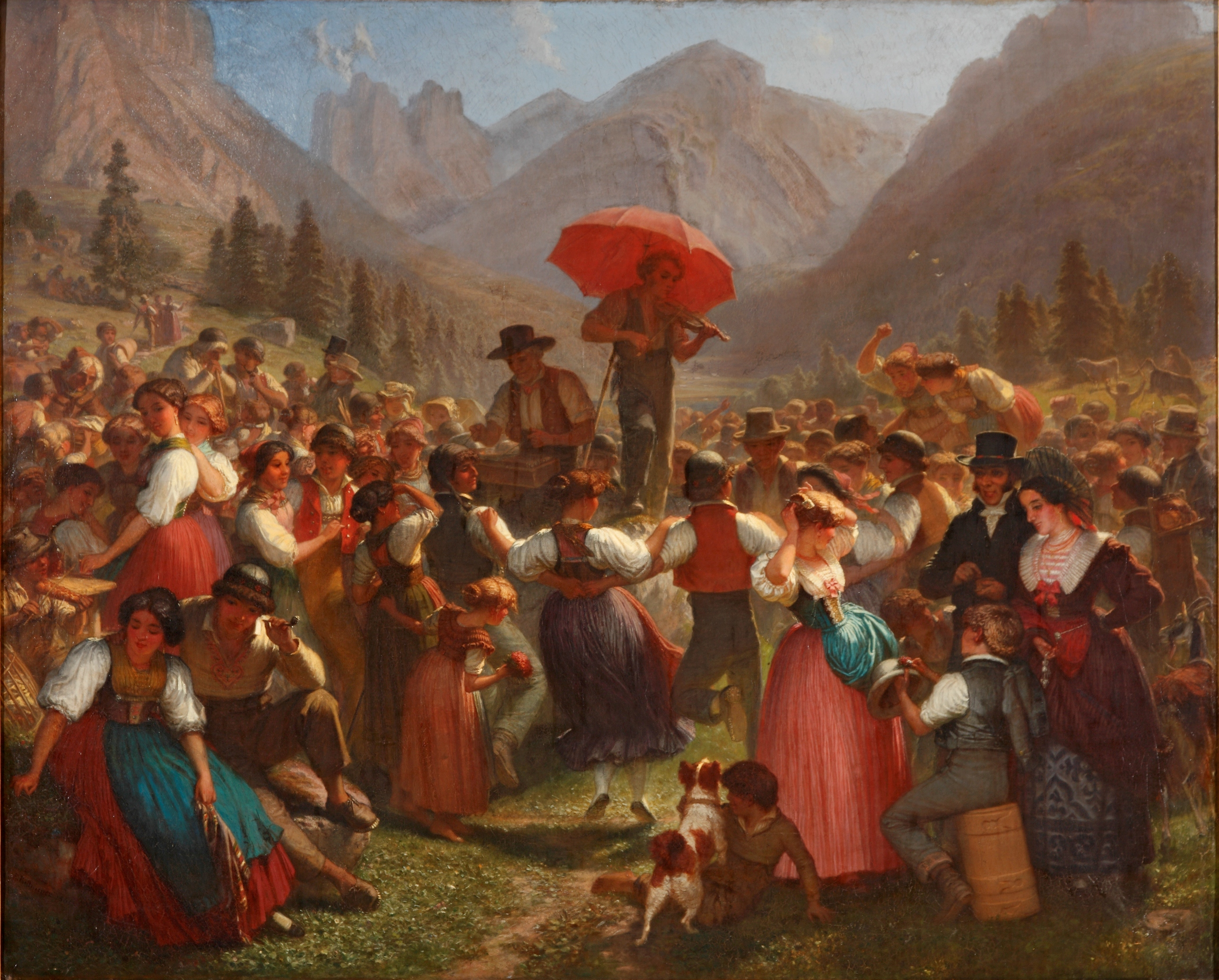
Stubete auf Alp Sol, 1865

Gottlieb Emil Rittmeyer (* 18. Mai 1820 in Lindau; † 21. April 1904 in Freudenstadt, reformiert, heimatberechtigt seit 1829 in St. Gallen) war ein Schweizer Maler.

## Leben
Emil Rittmeyer war Sohn des wohlhabenden Stickereiunternehmers Jacob Bartholome Rittmeyer. Im Jahr 1829 übersiedelte seine Familie nach St. Gallen und erwarb dort 1831 das Bürgerrecht. Ab 1837 studierte Rittmeyer an der Königlichen Akademie der Künste in München bei Wilhelm von Kaulbach und Peter von Cornelius, wo er Bekanntschaft mit Gottfried Keller schloss.
Nach seiner Rückkehr nach St. Gallen 1843 war Rittmeyer als Zeichner und später Illustrator in der väterlichen Seidenstickerei tätig. Seit einem Aufenthalt in Antwerpen 1850, wo er den damals berühmten Historienmaler und Akademieprofessor Gustaaf Wappers besuchte, pflegte er Kontakte zu Ernst Stückelberg, Theodor und Melchior Paul von Deschwanden sowie zu Frank Buchser und Anselm Feuerbach. 1851 ging er für vier Jahre nach Paris, wo er die Technik von Thomas Couture studierte und neben Kolorierstudien sich an Kopien von Malern wie Rembrandt, Tizian und Rubens, später auch Courbet übte. Nach seiner Rückkehr 1855 nach St. Gallen reiste er für den Rest seiner Schaffensperiode nur im Jahre 1869 noch nach München, ansonsten besuchte er öfter das Appenzeller Oberland, um Land und Leute zu porträtieren.
Emil Rittmeyer, der unverheiratet blieb, zog 1898 auf Veranlassung eines Verwandten nach Liedolsheim, er verstarb einen Monat vor Vollendung seines 84. Lebensjahres in Freudenstadt. Er war ein Onkel des Architekten Robert Rittmeyer und der Grossonkel von Dora Fanny Rittmeyer.

## Wirken
Rittmeyer stellte in seinen Bildern mit Vorliebe das Appenzeller Volksleben dar. Er führte Wandbildaufträge aus, zeichnete für Zeitschriften und erstellte Illustrationen, so für Friedrich von Tschudi: Das Tierleben der Alpenwelt, Hermann Alexander von Berlepsch: Die Alpen in Natur- und Lebensbildern und beteiligte sich am Säntis-Panorama, das von dem Geologen Albert Heim verantwortet wurde. Sein ausgeprägter Sinn für das Atmosphärische zeigte sich vor allem in seinem Spätwerk ab 1870, in der Genre- und Historienmalerei.